# Caixa eletrônico

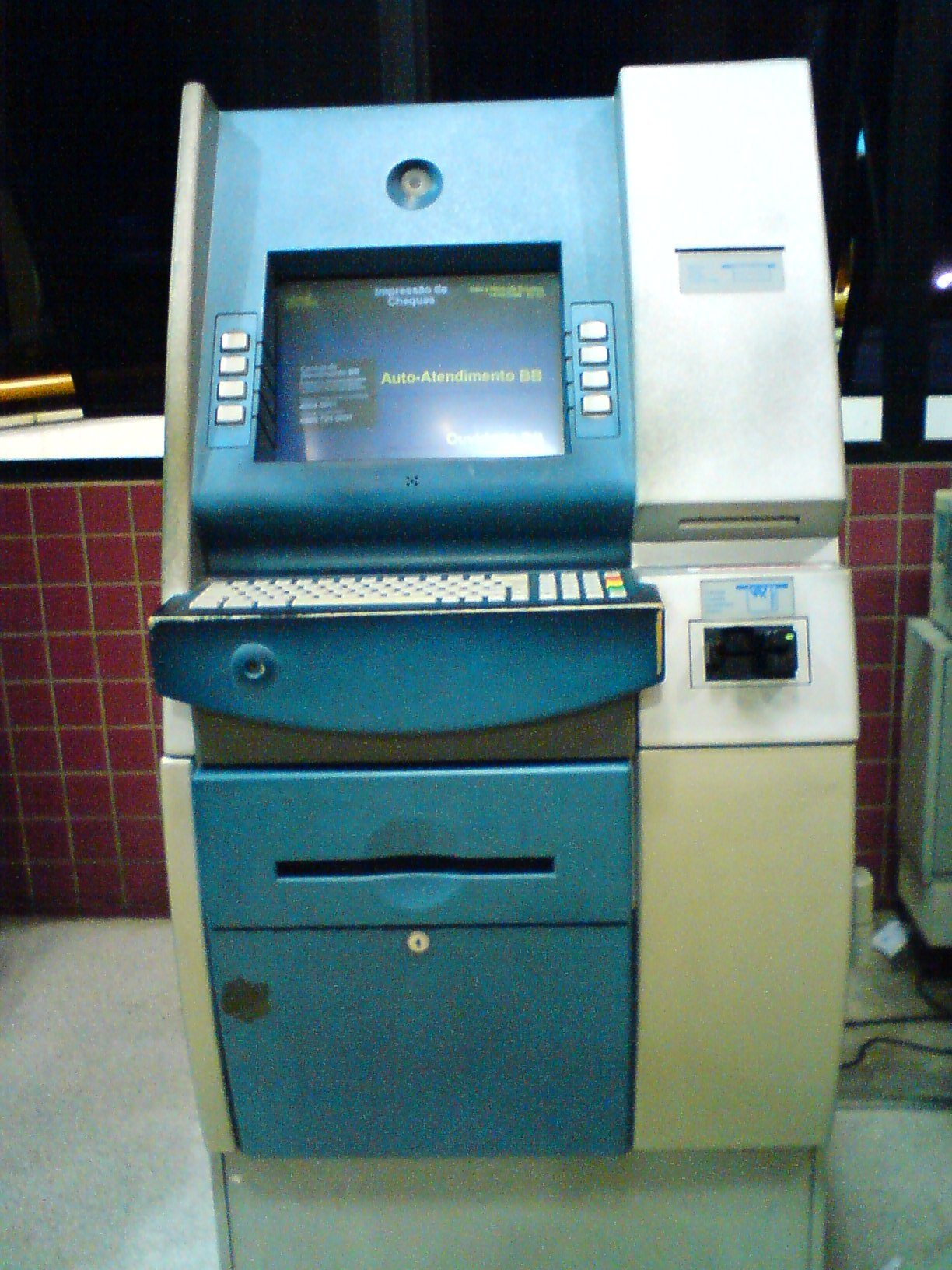
Caixa eletrônico do Banco do Brasil. Esses permitem saques, saldos, extratos, pagamentos, transferências, empréstimos, investimentos, câmbio, limites, consórcio, seguros, débito, previdência, títulos de capitalização, personalização, segurança, comprovantes, 2ª via, demonstrativos, recarga de celulares e outras transações. Caixas eletrônicos encontrados em terminais de ônibus, supermercados, hipermercados, postos de combustível e lojas de conveniência realizam qualquer transação bancária, exceto depósito.

Um caixa automático ou terminal bancário é um dispositivo eletrônico que permite que clientes de um banco retirem dinheiro e verifiquem o saldo das suas contas bancárias sem a necessidade de um funcionário do banco. São os principais equipamentos de automação bancária. Muitos terminais também permitem que as pessoas depositem dinheiro ou cheques, transfiram dinheiro entre contas bancárias, simulem empréstimos, efetuem investimentos, comprem cartões pré-pagos para seus telefones móveis ou até mesmo comprem selos.
Dentro do espaço lusófono, também é conhecido por ATM (do inglês: Automated Teller Machine) e localmente por caixa eletrônico no Brasil, multibanco em Portugal e multicaixa em Angola.

## História

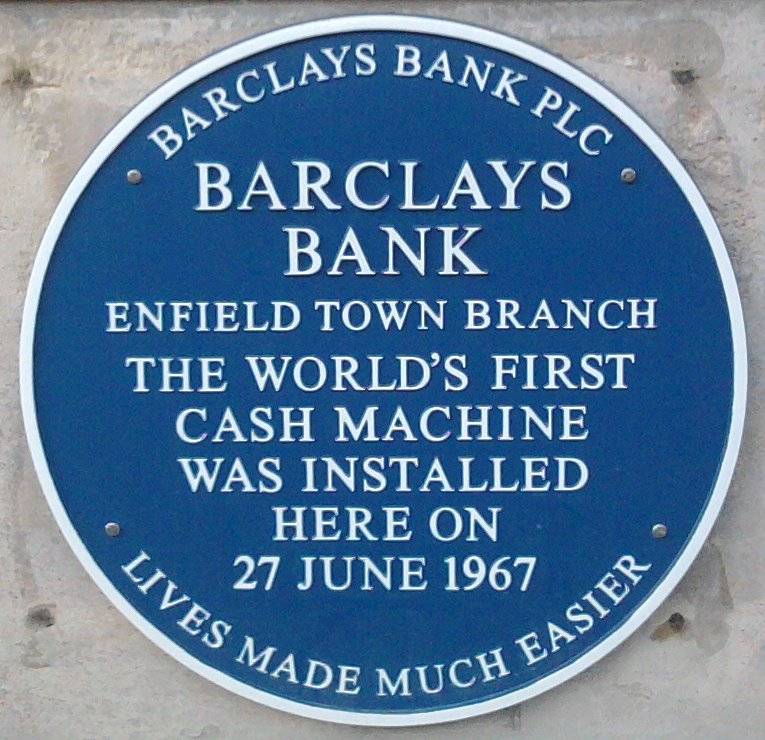
Placa comemorativa no lugar onde foi instalado o primeiro caixa eletrônico no Barclays Bank no Reino Unido.

O primeiro e original caixa multibanco (ATM) foi uma invenção pertencente a John Sheperd-Barron, apesar de Luther George Simjian a ter patenteado em Nova Iorque, Estados Unidos em 1963 e Donald Wetzel e dois outros engenheiros da Docutel também o terem feito em 4 de junho de 1973. 
O primeiro caixa eletrônico do mundo de sucesso foi fabricado pela empresa britânica De La Rue e foi instalado num bairro no norte da Grande Londres em 27 de junho de 1967 pelo Barclays Bank. Em março de 1969 a De La Rue vendeu caixas eletrônicos para o Banco Industrial de Campina Grande, a primeira instituição brasileira a adotar o equipamento. A segunda instituição foi o Banco Comercial do Estado de São Paulo, que instalou as primeiras máquinas em São Paulo e no Rio de Janeiro em janeiro de 1970.
Apesar de existirem milhares de caixas de Multibanco dispersas por todo o país, foi em 1985 que as primeiras 12 caixas de multibanco ficaram prontas a serem utilizadas no Porto e em Lisboa.
Portugal foi um dos últimos países da Europa a desenvolver os equipamentos das caixas automáticas, mas apenas porque se encontravam em fase de testes. Em 1985, a primeira rede de caixas de multibanco portuguesa destacou-se por possuir um dos sistemas mais avançados de sempre.
Os primeiros caixas eletrônicos aceitavam apenas uma ficha ou cupão de uso único, que era retida pelo caixa. Essas trabalhavam em vários princípios como radiação e magnetismo de baixa coercitividade que era retirado pelo leitor de cartão para tornar fraudes mais difíceis.
A ideia de um número de identificação pessoal (PIN) armazenado no cartão em si ao invés de ser digitado quando se queria retirar o dinheiro foi desenvolvido pelo engenheiro britânico James Goodfellow em 1965, que ainda possui patentes internacionais cobrindo esta tecnologia.
Os primeiros caixas eletrônicos falantes — caixas com instruções sonoras para pessoas com deficiência visual — foram instalados no Canadá em 1999. O primeiro caixa eletrônico falante nos Estados Unidos foi instalado em São Francisco em outubro do mesmo ano. Em 2005 já há em torno de trinta mil caixas eletrônicos falantes naquele país.

## Usos alternativos
Apesar dos caixas eletrônicos serem utilizados principalmente para retirar dinheiro, eles evoluíram para incluir muitas outras funções bancárias. Em alguns países que possuem uma rede integrada de caixas eletrônicos compartilhada por mais de um banco, como nos caixas eletrônicos Multibanco em Portugal e o Banco 24 Horas no Brasil, as caixas incluem muitas outras funções que não estão diretamente relacionadas com as contas bancárias, como por exemplo:
- Pagamento de contas, taxas (utilidades, contas de água, luz, telefone, aposentadoria, TV por assinatura, taxas legais, etc.);
- Trocar dinheiro por cartões pré-pagos (para celulares, cabines telefônicas, etc.);
- Compra de ingressos (trem/comboio, shows/espetáculos, etc.).

Muitos caixas eletrônicos nos Estados Unidos também permitem a compra de selos postais.
No Japão, onde os bancos cobram por retiradas de dinheiro, os caixas eletrônicos não são muito populares. Esperando atrair mais usuários, os novos caixas eletrônicos do Ogaki Kyoritsu Bank irão incluir jogos de chance que permitirão aos usuários ou livrarem-se dessa taxa ou ganhar 1000 ienes, enquanto os caixas do Bank of Tokyo Mitsubishi incluirão tecnologia de segurança biométrica.

## Nomes

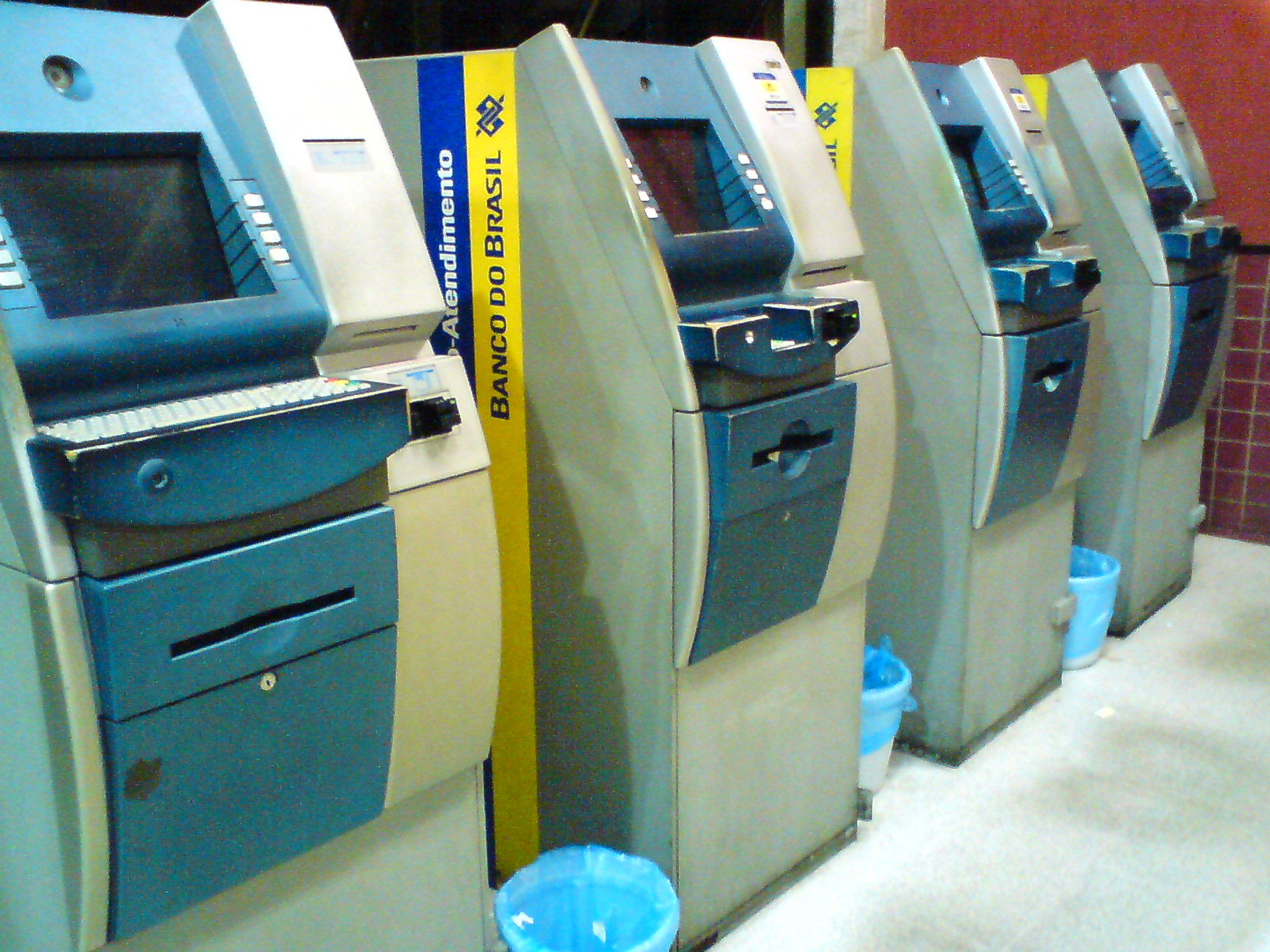
Terminais de caixa eletrônico.

Os caixas eletrônicos são conhecidos por muitos nomes, alguns mais comuns em alguns países do que outros. Enquanto alguns nomes em uso são genéricos, outros são marcas registradas, identificando certas redes de caixas eletrônicos. Exemplos incluem:
- ATM (Automatic Teller Machine) nos Estados Unidos e na maioria dos países de língua inglesa, derivados incluem:
  - ABM (Automatic Banking Machine) no Canadá;
  - ATH (A Toda Hora), na Costa Rica, Porto Rico e Colômbia;
  - ATM Machine (que é um pleonasmo, mesmo assim é muito utilizado nos EUA);
  - ATM (Anjungan Tunai Mandiri = Autonomous Cash Platform) na Indonésia;
  - ATM (Any Time Money, dinheiro a qualquer hora, na Índia);
  - ATM (Multicaixa - Angola);
  - ATM (Αυτόματη Ταμειολογιστική Μηχανή), também chamado de Μηχάνημα Εικοσιτετράωρων Συναλλαγών (máquina de transações 24 horas) na Grécia
  - Automated Teller Machine.
- AutoBank;
- Caixa eletrônico ou ATM, no Brasil;
- Bancomat ou Bankautomat, particularmente na Europa continental;
- Bancomat, na Itália e Suíça, Bancomat é marca registrada da UBS AG;
- Bancontact, na Bélgica;
- Banklink na República da Irlanda (tecnicamente, "Banklink" é a marca de caixas operada pela AIB mas é utilizado para descrever caixas de outras empresas);
- Bank Box;
- Eletrônico caixa, na Rússia;
- Bankamatik, na Turquia;
- Bankomat, na Suécia, Áustria, República Tcheca, Eslováquia, Eslovênia, Polônia, Croácia e Sérvia e Montenegro;
- Bankomat (Банкомат), em Belarus, Bulgária, Rússia e Ucrânia;
- Bankomat ou Caspomat (כספומט), em hebraico, das palavras כסף ("dinheiro") e אוטומט ("Automat");
- BankMachine, no Havaí (marca registrada do Bank of Hawaii mas também utilizado genericamente) e Canadá;
- Caixa Eletrônico, no Brasil.;
- Cajero Automático, na Argentina, Colômbia, Cuba, México, Peru e Espanha;
- Cash Box;
- Cash Dispenser;
- Cash Machine;
- Cashflow, na Nova Zelândia (ASB);
- Cashlink, utilizado pelo Security Bank das Filipinas;
- Cashpoint, na Nova Zelândia (National Bank) e no Reino Unido (Lloyds TSB). Cashpoint® é marca registrada de Lloyds TSB Bank plc.;
- Cash Station, na zona de Chicago, EUA;
- ChemKey, em algumas partes do Estado norte-americano de Michigan;
- Distributeur Automatique de Billets (distribuidor automático de notas bancárias) na França;
- EasyBank;
- EasyCash;
- Electronic Teller (ET), utilizado pelo Metrobank das Filipinas;
- Electronic Teller Card (ETC) Machine, antigamente utilizado pelo HSBC em Hong Kong mas desde então aposentado em favor de ATM;
- Experteller, utilizado pelo Export and Industry Bank das Filipinas;
- Express Teller, utilizado pelo BPI das Filipinas;
- Fasteller, utilizado pelo PCI Bank das Filipinas e agora é utilizado pelo Equitable PCI Bank;
- GAB (Guichet automatique bancaire) no Canadá francófono;
- Geldautomaat, em holandês (Geld = dinheiro):
  - Também conhecido como pinautomaat;
  - Também por flappentap, gíria.
- Geldautomat, na Alemanha (Geld = dinheiro) (alguns caixas do United Coconut Planters Bank das Filipinas são assim chamados);
- Green Machine, no Canadá (caixas do TD Canada Trust);
- "Hole-in-the-wall";
- Hraðbanki (banco rápido), na Islândia;
- InstaBank, no Canadá (caixas do Bank of Montreal)
- Khodpardaz (خودپرداز) no Irã, que significa pagador automático em persa;
- MAC machine ou MAC (Money Access Center), particularmente na costa leste dos EUA (especialmente Nova Jersey e Pensilvânia) (marca registrada de MAS Inco Corporation);
- Minibank, na Noruega;
- Money Machine, na Nova Zelândia e Canadá;
- Multibanco em Portugal;
- Multicaixa, em Angola;[7]
- Night and Day ATM, na Nova Zelândia (ANZ);
- Otto, na Finlândia;
- Pangaautomaat, na Estônia;
- Pankkiautomaatti, na Finlândia;
- Pengeautomat na Dinamarca (Penge = dinheiro);
- Pinautomaat nos Países Baixos;
- Postomat, na Suíça (do banco Swiss Post);
- Quick Cash, utilizado pelo Philippine Bank of Communications;
- Robotic Teller;
- Smarteller,  Banco de Oro das Filipinas;
- Superteller, usado pelo Philippine National Bank;
- Telebanco ou Bankomato, em Espanha (marca registada: 4B);
- TYME Machine (significa "Take Your Money Everywhere", leve seu dinheiro para qualquer lugar), no Estado norte-americano do Wisconsin;
- "Ugly Teller";
- Unionteller, utilizado pelo Unionbank das Filipinas;
- Versateller, na Califórnia (marca dos caixas eletrônicos do Bank of America);
- Veteran Teller, usado pelo Philippine Veterans Bank;
- Zidong tikuanji (自动提款机) ou Zidong guiyuanji (自动柜员机), em chinês;
- Saraph 'Ali (صراف آلي) em árabe.